# El Carmen (Salamanca)
El Carmen es uno de los barrios de la ciudad de Salamanca (España). Se encuentra ubicado en la zona noroccidental del área urbana, junto al barrio de Pizarrales. Sus límites occidental y meridional están marcados, respectivamente, por la calle de San Pedro y la avenida de Portugal. Casi la totalidad del ámbito del barrio es residencial, sin apenas locales comerciales en su interior. 

## Urbanismo y arquitectura
El barrio del Carmen presenta un urbanismo y una arquitectura muy regulares, como consecuencia de su historia constructiva.
A finales de la década de 1940, como consecuencia del éxodo rural y la consecuente escasez de vivienda en las áreas urbanas, se ponen en marcha Patronatos de Vivienda de inspiración católica en varias ciudades españolas para dar respuesta a la crisis de vivienda: en el barrio salmantino de Pizarrales se constituye el Patronato de Nuestra Señora del Carmen, con amplia representación municipal, eclesiástica y civil. Este Patronato puso en marcha la primera fase del barrio del Carmen: construyó 118 viviendas, en catorce manzanas de ocho viviendas y una manzana de seis viviendas. Los propios moradores levantaron sus viviendas por prestación personal, trabajo que se computó en un diez por ciento del coste total del proyecto, mientras que el resto fue aportado por el Instituto Nacional de la Vivienda (60%) y el Ayuntamiento (30%).
La segunda fase de la construcción no prosperó y al final fue otra institución, la Obra Sindical del Hogar, la que terminó el proyecto, si bien marcando claras diferencias en lo material y en lo organizativo. Las 230 viviendas del proyecto original se convirtieron en 452 miniviviendas, construidas con materiales más pobres, y el método de construcción por prestación personal fue abandonado. La Obra Sindical del Hogar también levantaría el barrio de la Vega, un buen ejemplo del urbanismo ruralizante de las barriadas parroquiales que preconizaba la ideología falangista y pionero desarrollo urbano al sur del río Tormes, contrapuesto al hasta entonces exclusivo avance septentrional.

## El Carmen Blanco y El Carmen Rojo
La historia constructiva del barrio ha dado lugar a una clara distinción entre dos zonas, correspondientes a las dos fases de construcción. 
La primera fase, a cargo del Patronato de Nuestra Señora del Carmen, constituye lo que hoy se conoce como El Carmen Blanco, formado por viviendas unifamiliares adosadas. En la actualidad, El Carmen Blanco ha visto renovadas sus infraestructuras y paulatinamente se están rehabilitando las distintas viviendas.
La segunda fase, a cargo de la Obra Sindical del Hogar, constituye lo que hoy se conoce como El Carmen Rojo, con sus característicos bloques de pisos en dos alturas y fachada de ladrillo visto. En la actualidad, la renovación y rehabilitación de El Carmen Rojo está resultando más difícil que la de El Carmen Blanco, debido a su propia estructura y a la diferente calidad edificatoria.

## Los bloques de Nicar
Aunque las áreas más representativas del barrio son El Carmen Blanco y El Carmen Rojo, también forman parte del barrio de El Carmen los ocho bloques de viviendas situados entre la calle de Linares y la avenida de Portugal, conocidos como los «bloques de Nicar».
Los bloques de Nicar configuran un conjunto residencial homogéneo con proyecto unitario. El ámbito se compone de ocho bloques, siete de ellos con tres portales o comunidades y uno con dos, de uso residencial, locales comerciales y garajes. Los edificios son de cinco alturas (planta baja más otras cuatro) y la media de la superficie por vivienda es de aproximadamente 90 metros cuadrados. La superficie construida total del ámbito es de 50.388 m2, de los cuales 40.657 m2 son de uso residencial, y 9.731 m2 son de uso estacionamiento, comercial y oficinas.